# Inoue Enryō

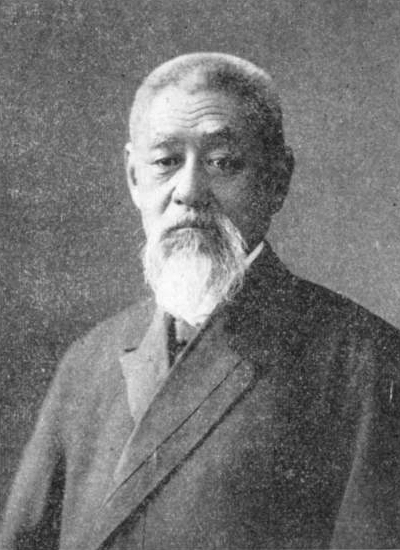
Inoue Enryō

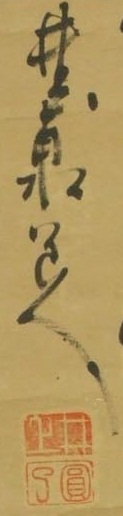
Unterschrift von Inoue Enryō

Inoue Enryō (jap. 井上 円了; geboren als Inoue Kishimaru 井上 岸丸; * 18. Mai 1858 in Echigo, Japan; † 6. Juni 1919 in Dalian, China) war ein japanischer Philosoph der Meiji-Zeit. Bekannt ist er vor allem durch seine Betrachtungen des Buddhismus und seine Diskussion des Übernatürlichen, welche ihm den Namen „Dr. Monster“ (妖怪博士, yōkai hakase) eintrugen.

## Leben
Inoue Enryō wurde als Inoue Kishimaru 1858 im ländlichen Echigo als Sohn des Mönchs Inoue Engo (井上 円悟) geboren. Der Vater stand dem kleinen Tempel Jikō-ji (慈光寺) vor, der zum Ōtani-Zweig der buddhistischen Sekte Jōdo-Shinshū gehörte. Laut Enryōs Memoiren lebte die Familie in relativer Armut; trotzdem wurde nicht bei der Erziehung des ersten Sohnes gespart. In jungen Jahren studierte Enryō die chinesischen Klassiker bei dem jungen Doktor Ishiguro Tadanori 石黒 忠徳, woraufhin er ein Novize der Ōtani-Sekte wurde und nach seiner Ordination den buddhistischen Namen Enryō annahm. Ab 1873 soll der 15-Jährige seinen Studienschwerpunkt auf westliche Studien verschoben haben, wozu er zunächst in einer kleinen Schule Niederländisch studierte und ein Jahr später an die Nagaoka-Schule für Westliche Studien wechselte. Dort wurde er junior teaching assistant, bevor er 1877 an die English Academy in Niigata ging.
1881 wurde er als erster buddhistischer Mönch an der Kaiserlichen Universität Tokio angenommen. In seinem Studium spezialisierte sich der junge Mönch auf Philosophie und nahm Unterricht u. a. bei Ernest Fenollosa und Hara Tanzan (原 坦山), einem Zen-Priester der Sōtō-Sekte, der der erste Professor für buddhistische Lehre an der Universität war.
Bereits als Student tauchte Enryō tief in die Welt der Philosophie ein und beschäftigte sich mit Fragen von Religion und Erziehung. Auf seine frühen akademischen Tätigkeiten und den erfolgreichen Abschluss des Studiums als Bachelor of the Arts 1885 folgten allerdings zwei schwierige Jahre für Enryō, in denen er eine Position beim Erziehungsministerium ausschlug, seine Ordination als Mönch zurückgab und seine Arbeit als Forscher an der Kaiserlichen Universität verlor. Seine psychischen Probleme führte er später darauf zurück, dass er mit der Frage danach gerungen habe, wie man den Buddhismus wieder zu einem Status als anerkannte Religion verhelfen könne. Ab 1887 widmete sich Enryō in etlichen Veröffentlichungen sowie zahlreichen öffentlichen Reden und Vorlesungen dann auch seinem Lebenswerk, der Rehabilitation und somit Neudefinierung des Buddhismus. 1896 verlieh ihm die Kaiserliche Universität Tokyo den Doktorgrad. Seine Reisen führten den Philosophen durch ganz Japan und bis nach China, wo er 1919 verstarb.

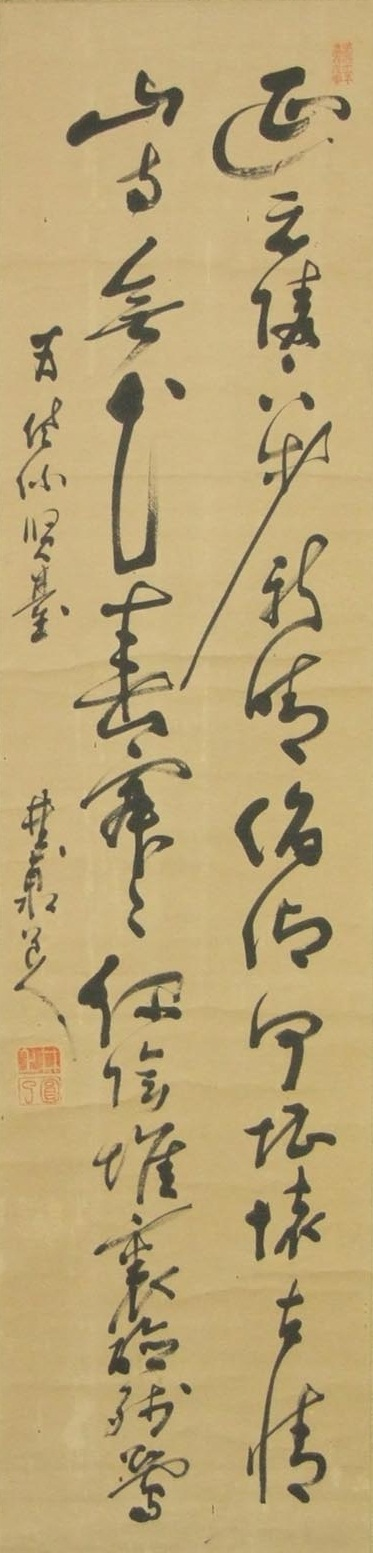
Schriftstück von Inoue

## Werk
Bereits als Student beteiligte sich Inoue Enryō 1882 an der Gründung der Philosophischen Gesellschaft (哲学会, Tetsugaku-kai), in der viele prominente Gelehrte ein und aus gingen, u. a. Nishi Amane, Nishimura Shigeki und Katō Hiroyuki. Des Weiteren begann er 1886 die Publikation der einflussreichen philosophischen Zeitschrift Tetsugaku zasshi (哲学雑誌), in der er auch selbst veröffentlichte. Im Zuge seiner Forschungen zum Übernatürlichen gründete er außerdem die „Forschungsgesellschaft des Übernatürlichen“ (不思議研究会, Fushigi Kenkyūkai), die später in „Monsterforschungsgesellschaft“ (妖怪研究会, Yōkai Kenkyūkai) umbenannt wurde. Außerdem gründete Inoue 1887 das „Private Philosophische Institut“ (私立哲学館, Shiritsu Tetsugaku-kan), das später die Tōyō-Universität wurde.

### Reform des Buddhismus
Inoue Enryō gehört zu den einflussreichsten Reformern des japanischen Buddhismus im 19. Jahrhundert. Er hatte wesentlichen Anteil daran, die buddhistischen Traditionen Japans in Form einer modernen Religion zu transformieren. In der Edo-Zeit (1603–1868) war der Buddhismus ein tragendes Element im politischen System der Tokugawa-Shōgune, weswegen er stabile Organisations- und Finanzierungsstrukturen aufbauen konnte. Im alltäglichen Leben konsultierten die Menschen buddhistische Mönche als Lehrer, Schlichter, Ratgeber oder Arzt. Hauptaufgabe der Mönche war es demnach auch, Exorzismen, religiöse Heilung, apotropäische Maßnahmen und ähnliche Rituale durchzuführen. In der darauffolgenden Meiji-Zeit (1868–1911) wurde der Buddhismus als Stütze des alten Regimes und machtvolle Institution in seine Schranken verwiesen; Die neuen Eliten wendeten sich dem Shinto zu (Staats-Shintō) und dämonisierten den Buddhismus als korrupt, dekadent, fremdländisch und die Modernisierung behindernd. In der Bevölkerung entluden sich anti-buddhistische Ressentiments in einer Zerstörung von Tempeln und Devotionalien (Haibutsu kishaku). Buddhistische Reformer reagierten auf diese Kritik, indem sie versuchten aus ihren Traditionen eine moderne Religion nach westlich-christlichem Vorbild zu machen und für die Nützlichkeit des Buddhismus in der modernen Welt zu plädieren.
In mehreren einflussreichen Werken, wie Meishin to shūkyo (迷信と宗教), Bukkyō Katsuron (佛教活論) und meishinkai (迷信解), verbreitete Inoue seine Neudefinition des Buddhismus. Der in Bukkyō Katsuron Joron (佛教活論序論, 1887) erstmals eingeführte Slogan gokoku airi (護国愛理, „Verteidige die Nation und liebe die Wahrheit“) bringt Inoue Enryōs Verbundenheit gegenüber Japan und dem Buddhismus zum Ausdruck. Indem er von einer symbiotischen Beziehung der beiden ausging, bot er anderen Reformbuddhisten einen konzeptionellen Raum an, in welchem sie sich als sowohl patriotisch als auch buddhistisch begreifen konnten.
Kern des in Meishin to shūkyo („Aberglauben und Religion“) vorgestellten Projekts bestand darin, aus Buddhismus eine Religion zu machen, indem er diesen von seiner Einschätzung nach abergläubischen Elementen befreite. Aberglaube war nach Inoue alles, was den modernen Naturwissenschaften widersprach. Dazu gehörten der auch bei Buddhisten weit verbreitete Glaube an Geister, die Effektivität magischer Rituale oder von Gesundbeten und viele weitere Praktiken bzw. kosmologische Vorstellungen. Während die Ablehnung von Wahrsagerei und Dämonenverehrung als schädlich mitnichten neu war, vertrat Inoue die radikale Position, dass außer den Göttern und den Buddhas keine übernatürliche Wesen existierten. Selbst diesen sprach Enryō ab, auf die Welt Einfluss nehmen zu können. Nach Inoue bestehe eine wahre Religion allein aus dem Streben nach einem transzendenten Absoluten, die Naturwissenschaft andererseits beschränke sich auf die materielle Welt. Inoue präsentierte den Buddhismus als ein System philosophischer Glaubensinhalte, das mit naturwissenschaftlichen Erkenntnissen kompatibel und daher allen anderen Religionen überlegen war. Dieser von althergebrachten Praktiken bereinigte Buddhismus besaß kaum Ähnlichkeit mit den in der Bevölkerung tatsächlich praktizierten Traditionen, wurde aber in den 1890ern von neuen buddhistischen Gesellschaften wie etwa der „Gesellschaft Neuer Buddhisten“ (新仏教徒同志会, Shin Bukkyōto Dōshikai) begeistert aufgegriffen, der viele einflussreiche Gelehrte der Zeit angehörten, u. a. Inoue Tetsujirō und Ōuchi Seiran.